# Euxoa perpura
Euxoa perpura là một loài bướm đêm trong họ Noctuidae.